# Batalla de Warburg
La batalla de Warburg es un episodio de la Guerra de los Siete Años que se libró el  31 de julio de 1760 entre el ejército francés de Louis de Felix Ollières y el ejército combinado de Brunswick, Hesse-Kassel, Hannover y el Reino de Gran Bretaña, comandado por el  Príncipe Fernando de Brunswick. La batalla fue una victoria para los anglo-hanoverianos contra los franceses. El general británico John Manners, Marqués de Granby, logró cierta fama por cargar a la cabeza de la caballería británica y perder el sombrero y la peluca durante el ataque. Los franceses tuvieron 1500 bajas entre muertos y heridos, les hicieron alrededor de 2000 prisioneros y perdieron diez piezas de artillería. La batalla terminó con una derrota del ejército francés.

## Ficción
La batalla de Warburg se evoca en un episodio de la novela Memorias de Barry Lyndon de William Makepeace Thackeray y en una escena de la película homónima de Stanley Kubrick, Barry Lyndon (1975).